# 曾開泰
曾開泰（1551年—？），字太来，號杜西，湖廣承天府京山縣人，軍籍，明朝政治人物。同進士出身。

## 生平
萬曆十三年（1585年）乙酉科湖廣鄉試六十四名，萬曆十四年（1586年）丙戌科會試一百五十六名，登三甲第一百八十六名進士。都察院观政，十五年二月授大理寺右評事，丁憂。十八年八月補原职，十九年四月升寺副，二十一年升寺正，二十三年官至九江府知府，卒于官。

## 家族
曾祖曾文衡；祖父曾鸞；父曾伯淋。母李氏。严侍下。弟曾襄、正泰、世泰、應泰、成泰。